# 原田俊太郎
原田 俊太郎（はらだ しゅんたろう、1955年 - ）は、日本のジャズ・ドラマー、音楽プロデューサー。本名は原田 俊一（はらだ しゅんいち）。デビュー当初は本名名義で音楽活動をしていたが、その後今の芸名に改名した。

## 来歴・人物
幼少時にピアノを習う。小学校高学年の頃、家のスティックを持ち出してドラムを始める。中学校・高等学校時代はロックに夢中になったが、マイルス・デイヴィスのアルバム『マイルストーンズ』を聴いてジャズ・ドラマーを志す。明治大学文学部に入学してからは、明治大学モダンジャズ研究会・メランコリーキャッツに入会、レコード喫茶やライブハウスに入りびたる。
1976年11月、原田と同じくメランコリー・キャッツのメンバーだったギタリストの安藤正容、明治大学軽音楽クラブ内のジャズ・ビッグバンド・明治大学ビッグサウンズソサエティーオーケストラのメンバーだったキーボーディストの袴塚淳、それに安藤と1973年以来共演しているベーシストの中村裕二とTHE SQUARE（現：T-SQUARE）を結成した。その後4ビートを志しスクェアを退団、阿川泰子のバックバンドのドラマーとなる。1978年明治大学を卒業。杉原淳とニュー・サラブレッツに参加して、大橋巨泉が司会を務める『11PM』に5年間出演。その後はセッション、自らのグループでの演奏、プロデュース業で活動。プロデューサーとしては斉藤こず恵のプロデュースを手がけている。

## 家族・親族
祖父は日本ジャズの創生期に活動したドラマー・ジミー原田、父は祖父と同じくジャズ・ドラマーで日本楽友会会長を務める原田イサム、叔父はバリトン・サクソフォーン奏者の原田忠幸。ジミー・イサム・俊太郎は3代続けてジャズ・ドラマーとなった。